# Blake’s Lock

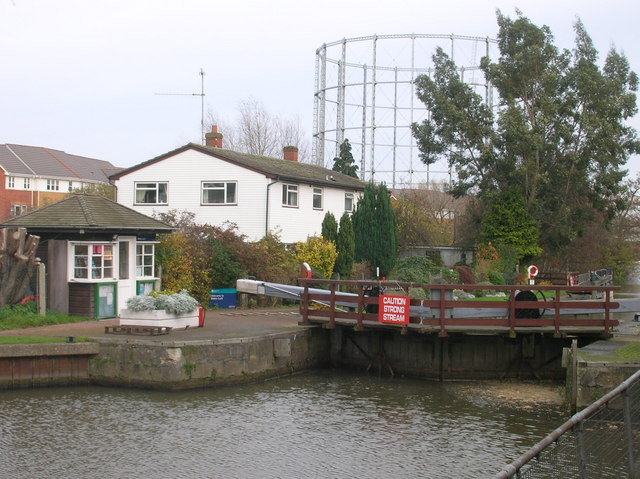
Das Blake’s Lock

Das Blake’s Lock ist eine Schleuse im River Kennet in Reading, Berkshire, England. Sie liegt in dem kurzen Abschnitt des Flusses, der als Teil der Themse betrachtet und von der Environment Agency verwaltet wird.

## Geschichte
Die ersten 1,5 km des River Kennet von seiner Mündung in die Themse sind seit dem 13. Jahrhundert schiffbar. Blake’s Lock war ursprünglich eine Stauschleuse, die unter dem Namen Brokenburglok bekannt war. 1404 einigte sich der Abt der Abtei Reading, der den River Kennet kontrollierte mit den Zünften der Stadt Verkehr von Sonnenaufgang bis Sonnenuntergang durch die Schleuse passieren zu lassen. Die Gebühr dafür betrug einen Penny. 1794 hatte sich nicht viel geändert als John Rennie, der Erbauer des Kennet-und-Avon-Kanals die Schleuse als schlecht und unbequem beschrieb.
Die Schleuse wurde 1802 umgebaut, um die Schifffahrt auf von der Themse in den River Kennet zu verbessern. Die Schleuse wird auch heute noch mit hölzernen Trägern, die 2006 erneuert wurden, per Hand bedient.

## Riverside Museum am Blake’s Lock
Neben der Schleuse befindet sich das Riverside Museum, das die Geschichte der beiden Flüsse Kennet und Themse in Reading darstellt. Das Museum befindet sich in zwei ehemaligen Industriegebäuden dem Screen House und dem Turbine House.